# Salut 5
Salut 5 (Ałmaz 3) – radziecka stacja kosmiczna wysłana w ramach programu Salut, trzecia i ostatnia baza wojskowego programu Ałmaz.

## Misja
Baza satelitarna została umieszczona na orbicie 22 czerwca 1976 roku, a więc ponownie nastąpiło to przed zakończeniem lotu poprzedniej stacji (Salut 4). Początkowe parametry charakteryzujące jej ruch: perygeum 219 km, apogeum 260 km, nachylenie orbity 51,1° i okres orbitalny 89,0 min. Wyposażenie i przeznaczenie analogiczne jak Saluta 3.

## Loty do stacji
- Sojuz 21 – załoga: Borys Wołynow, Witalij Żołobow; start 6 lipca 1976 roku, przyłączenie 7 lipca 1976 roku, odcumowanie 24 sierpnia 1976 roku.
- Sojuz 23 – załoga: Wiaczesław Zudow, Walerij Rożdiestwienski; start 14 października 1976 roku, połączenie jednak się nie powiodło i załoga w trudnych warunkach powróciła na Ziemię 16 października 1976 roku.
- Sojuz 24 – załoga: Wiktor Gorbatko, Jurij Głazkow; start 7 lutego 1977 roku, cumowanie do bazy 8 lutego 1977 roku, powrót na Ziemię 25 lutego 1977 roku. W dniu następnym – 26 lutego 1977 roku – od bazy satelitarnej odłączyła się automatyczna kapsuła, zawierająca materiały badawcze, których rodzaju jednak bliżej nie sprecyzowano, i pomyślnie powróciła na Ziemię[2].

## Program badawczy
1. Eksperymenty metalurgiczne – uzyskanie stopów bizmutu, ołowiu, cyny, kadmu i uzyskiwanie kryształów aluminiowo-potasowych. Eksperymentowano też ze spawaniem w kosmosie.
2. Kosmonauci badali przemysłowe zanieczyszczenia atmosfery za pomocą spektrometru podczerwieni.
3. Za pomocą spektrometru nadfioletowego badano zawartość w atmosferze ziemskiej ozonu i pary wodnej na różnych wysokościach.
4. Prowadzono badania biologiczne z kulturami roślin, owadów i bakterii, a także rybek akwariowych gatunku gupik.
5. Bardzo ważne było wypróbowanie nowego systemu zmian orientacji przestrzennej bazy za pomocą kół zamachowych obracanych silnikami elektrycznymi.

## Koniec misji
8 sierpnia 1977 roku, po dokonaniu 6630 okrążeń wokół naszej planety, na polecenie z Ziemi stacja weszła w gęste warstwy atmosfery nad Oceanem Spokojnym i przestała istnieć.